# Shutdown (Unix)
Pour les articles homonymes, voir Shutdown.
Shutdown est une commande UNIX permettant l'extinction de la machine à partir du terminal.

## Syntaxe
Sur un système UNIX, la syntaxe est la suivante :
```
shutdown
 
[
option
]
...
 
heure
 
[
message
]

```

## Exemples d'utilisation
Sous GNU/Linux, pour éteindre la machine la commande est la suivante :
```
shutdown
 
-h
 
now

```

Sous FreeBSD, l'arrêt de la machine se fait ainsi :
```
shutdown
 
-p
 
now

```

Sous UNIX System V, pour un arrêt immédiat :
```
shutdown
 
-i0
 
-g0
 
-y
-i0
 
:
 
prochain
 
niveau
 
d
'
exécution
 
à
 
zéro
 
(
arrêt
)

-g0
 
:
 
période
 
de
 
grâce
 
à
 
zéro
 
(
arrêt
 
immédiat
)

-y
  
:
 
confirmation
 
implicite

```